# Else Buddeberg
Else Buddeberg  (* 4. Mai 1890 in Berlin; † 25. April 1974 in Bielefeld) war eine deutsche Juristin und Literaturwissenschaftlerin.

## Leben und Werk
Die zum Thema Die Bescheide des Reichsarbeitsministers unter dem Gesichtspunkt der Fortentwicklung des Rechts promovierte Juristin Buddeberg war als freie Literaturwissenschaftlerin in Bielefeld tätig und trat nach 1945 mit Publikationen zu Rainer Maria Rilke und Gottfried Benn sowie mit Studien zur Rolle der Dichtung im System der Seins- und Sprachphilosophie Martin Heideggers in Erscheinung.

## Publikationen (Auswahl)
- „Sei allem Abschied voran…“. Eine Rilke-Interpretation. Ellermann, Hamburg 1947.
- Kunst und Existenz im Spätwerk Rilkes. Eine Darstellung nach seinen Briefen. Stahlberg, Karlsruhe 1948.
- Heidegger und die Dichtung. Metzler, Stuttgart 1953.
- Rainer Maria Rilke. Eine innere Biografie. Metzler, Stuttgart 1955.
- Denken und Dichten des Seins. Heidegger – Rilke. Metzler, Stuttgart 1956.
- Gottfried Benn. Metzler, Stuttgart 1961.
- Studien zur lyrischen Sprache Gottfried Benns. Metzler, Stuttgart 1964.